# Coelorachis balansae
Coelorachis balansae är en gräsart som först beskrevs av Eduard Hackel, och fick sitt nu gällande namn av Aimée Antoinette Camus. Coelorachis balansae ingår i släktet Coelorachis, och familjen gräs. Inga underarter finns listade i Catalogue of Life.